# Jean Dufresne
Jean Dufresne (Berlino, 14 febbraio 1829 – Berlino, 13 aprile 1893) è stato uno scacchista e scrittore tedesco, il cui vero nome era Ephraim S. Freund (Dufresne è un'anagramma di E.S. Freund). Adottò però sempre lo pseudonimo Jean Dufresne nelle competizioni scacchistiche e nelle opere da lui pubblicate.
Dopo aver interrotto gli studi di giurisprudenza in seguito alla morte del padre, iniziò una carriera di giornalista come redattore della Berliner Post, ma poi si orientò verso gli scacchi, diventando, oltre che un forte giocatore, un grande divulgatore del gioco.
Nel 1853 vinse a Berlino il torneo locale della Berliner Schachgesellschaft, al quale  parteciparono anche Max Lange e Karl Mayet. Contro Mayet vinse nello stesso anno un match (+7 –5).
Come giocatore è noto soprattutto per aver perso contro Adolph Anderssen la famosa "Partita Sempreverde" (Berlino, 1852).
L'anno precedente però Dufresne aveva vinto a sua volta una brillantissima partita contro lo stesso Anderssen.
La sua attività di pubblicista degli scacchi è stata molto notevole, scrisse una dozzina di opere scacchistiche, molte delle quali ebbero all'epoca larga diffusione: il Kleines Leherbuch des Schachspiels raggiunse le 18 edizioni e accompagnò gli scacchisti tedeschi nei primi passi sulle 64 caselle. L'opera su Paul Morphy Paul Morphy Schachspielkunst raggiunse le 15 edizioni. Insieme a Zukertort pubblicò il Grosses Schach-Handbuch (uscito dapprima in dispense nel 1862 a Berlino) che risultò alla fine un grosso volume di oltre 800 pagine.
Collaborò alla rivista specializzata Berliner Schachzeitung e fu redattore delle rubriche scacchistiche di vari giornali, tra cui Die Gartenlaube e Über Land und Meer.
Nel 1864 pubblicò a Berlino l'antologia di problemi Anthologie der Schachaufgaben. Nel 1865 aggiunse come appendice a quest'opera una raccolta di tutti i problemi premiati nei concorsi inglesi di Londra, Bristol, Manchester, Birmingham e Cambridge.